# Bernd Herrmann
Bernd Herrmann (22 novembre 1951) è un ex velocista tedesco.

## Palmarès

### Olimpiadi
- 1 medaglia:
  - 1 bronzo (Montréal 1976 nella staffetta 4x400 m)

### Europei
- 2 medaglie:
  - 1 oro (Praga 1978 nella staffetta 4x400 m)
  - 1 bronzo (Roma 1974 nei 400 m piani)